# Kapabikkanahalli, Mulbagal
Kapabikkanahalli là một làng thuộc tehsil Mulbagal, huyện Kolar, bang Karnataka, Ấn Độ.